# مهندسی مخزن
مهندسی مخزن (به انگلیسی: Reservoir Engineering) از رشته‌های زیرمجموعه مهندسی نفت است، که در خلال فرآیند توسعه و تولید از مخازن نفت و گاز، با هدف دستیابی به بهبود اقتصادی، به بررسی جریان سیال در محیط متخلخل می‌پردازد. مهندسان مخزن در این راستا با به‌کارگیری ابزارهای زمین‌شناسی تحت‌الأرضی، ریاضیات کاربردی، اصول پایه فیزیک و شیمی، رفتار فازهای مایع و بخار نفت خام، گاز طبیعی و آب را در سنگ مخزن کنترل می‌کنند. 
مهندسی مخزن از لحاظ تخصصی به دو بخش مدل‌سازی مخزن و نظارت مهندسی قابل تفکیک می‌باشد و از نظر کاربردی نیز اغلب به ۴ بخش؛ مطالعات مهندسی مخزن، عملیات مهندسی مخزن، مهندسی سیستم‌ها و مهندسی پتروفیزیک تقسیم می‌شود.